# ریو نگرو (اروگوئه)
ریو نگرو یا رود نگرو (به اسپانیایی: Río Negro، به پرتغالی: Rio Negro به‌معنای رود سیاه) مهمترین رود اروگوئه در آمریکای جنوبی است. این رود از ارتفاعات جنوبی برزیل در شرق باخی سرچشمه گرفته و با جریان‌یافتن به سمت جنوب وارد خاک اروگوئه شده، تمامی عرض این کشور را پیموده و عملاً آن را به دو بخش شمالی و جنوبی تقسیم می‌نماید و در نهایت در سوریانتو، به رود اوروگوئه می‌پیوندد.
بر روی رود نگرو سدی در نزدیکی پاسو ده لوس توروس بناشده که در نتیجهٔ آن، مخزن سدی بزرگی به‌وجود آمده است که آنرا مخزن رینکون دل بونته، مخزن گابریل ترا یا مخزن ریو نگرو می‌نامند. این مخزن با مساحتی پیرامون ۱۰٬۳۶۰ کیومتر مربع، بزرگترین دریاچه مصنوعی در آمریکای جنوبی به‌شمار می‌رود. همچنین دو سد دیگر به‌نام‌های بایگوریا و پالمار در پایین دست مخزن رینکون دل بونته ساخته شده‌اند تا برق مورد نیاز اوروگوئه را به روش برق‌آبی تأمین نمایند.
ریو نگرو ۸۰۰ کیلومتر درازا دارد، با این حال تنها ۷۰ کیلومتر آن از دهانه تا بالادست رود قابل کشتی‌رانی است.